# Флешмоб
Флешмо́б (произносится флэшмоб; от англ. flash mob, дословно — мгновенная толпа [flash — миг, мгновение, mob — толпа]) — заранее спланированная массовая акция, в которой группа людей появляется в обозначенном месте, выполняет заранее оговорённые действия (сценарий) неожиданно для непосвящённых и затем расходится. Флешмоб является разновидностью смартмоба. Сбор участников флешмоба осуществляется при помощи электронных средств связи (в основном это интернет).

## Концепция
Флешмоб рассчитан на случайных зрителей, вызывая смешанные чувства непонимания, интереса и даже желания участия.
Среди возможных вариантов участники флешмобов часто ищут:
- развлечения;
- обретения чувства личной свободы от общественных стереотипов поведения;
- возможности произвести впечатление на окружающих;
- самоутверждения (испытать себя: «Смогу ли я это сделать на людях?»);
- острых ощущений;
- ощущения причастности к общему делу;
- эффект групповой психотерапии;
- эмоциональную подзарядку;
- приобретение новых друзей.

Цели флешмоба достигаются за счёт «эффекта толпы». Участники подобных акций, в жизни часто являются вполне успешными и серьёзными людьми. Некоторые психологи объясняют участие во флешмобах тем, что обыденная жизнь и повседневные заботы их утомляют.
Основные принципы флешмоба:
1. Спонтанность в широком смысле.
2. Отсутствие централизованного руководства, избранного командира.
3. Отсутствие каких-либо финансовых или рекламных целей.
4. Деперсонификация; участники флешмоба (в идеале это абсолютно незнакомые люди) во время акции не должны никак показывать, что их что-то связывает.
5. Отказ от освещения флешмоба в СМИ.

Общепринятые правила флешмоба:
1. Никто из участников не платит и не получает денег.
2. Действие должно казаться спонтанным.
3. Должно сложиться впечатление, что мобберы — такие же случайные прохожие, как и все.
4. Сценарий чаще всего имеет абсурдный характер (действия мобберов не должны поддаваться логическому объяснению, за исключением танцевального флешмоба).
5. Флешмоб должен вызывать недоумение, а не смех (все участники должны делать всё с серьёзным видом).
6. Флешмоб не должен содержать рекламу или же её элементы, акции не принуждают к голосованию за кого-либо.

## История
Зарождение флешмоба связывают с выходом в октябре 2002 года книги социолога Говарда Рейнгольда «Умные толпы: следующая социальная революция», в которой автор предсказывал, что люди будут использовать новые коммуникационные технологии (интернет, сотовые телефоны) для самоорганизации. Понятие «умной толпы» (англ. smart mob; см. также Смартмоб) стало основополагающим в дальнейшем развитии флешмобов и других подобных акций, все из которых, по сути своей, являются разновидностями смартмоба. В июне 2003 года Роб Зазуэта из Сан-Франциско, ознакомившись с трудами Рейнгольда, создал первый сайт для организации подобных акций flocksmart.com (сейчас портал недоступен).
Первый флешмоб был намечен на 3 июня 2003 года в Нью-Йорке, США, но не состоялся. Ему помешала заранее предупреждённая полиция. Организаторы избежали этой проблемы при проведении второго флешмоба, который состоялся 17 июня 2003 года. Участники пришли в заранее определённое место, где они получили инструкции по поводу окончательного места и времени прямо перед тем, как он начинался. Приблизительно 200 человек (по другим источникам 150) собрались вокруг одного дорогого ковра в мебельном отделе универмага Macy’s и стали говорить продавцам, что живут вместе на складе в «пригородной коммуне» на окраине Йорка и пришли купить «коврик любви».
Уже через несколько дней волна акций прокатилась по Америке и Европе.
Безусловно, действия, которые можно квалифицировать как флешмоб, могли происходить и задолго до появления книги Рейнгольда. Но это были скорее одиночные случаи, не являющиеся массовым явлением. Только наличие удобных и быстрых средств связи и более-менее сформированные правила позволили флешмобу стремительно стать популярным практически по всему миру. Поэтому можно утверждать, что он имеет уникальную идеологию и не имеет аналогов в мировой истории.
Самый массовый флешмоб состоялся 8 сентября 2009 года в Чикаго на открытии 24-го сезона знаменитого шоу Опры Уинфри с концертом знаменитостей. Тот флешмоб, который устроили зрители, повергло в шок группу Black Eyed Peas, исполнявшую песню «I Gotta Feeling». Даже Опра ничего не знала об этом. Данный флешмоб занесён в «Книгу рекордов Гиннесса» как самый большой в мире. В нём участвовало около 21 тысячи человек.

### Флешмоб в странах СНГ
Первые российские акции были организованы через ЖЖ и состоялись одновременно в Санкт-Петербурге и Москве 16 августа 2003 года. Их участники с табличками с непонятными надписями встречали на вокзале приехавших поездом пассажиров.
Первые украинские мобы прошли также 16 августа в Днепропетровске и Киеве практически одновременно. 23 августа первый флешмоб состоялся в Одессе.
В целом флешмоб в странах СНГ получил сильное развитие в плане идеологии. В Белоруссии возникли полит-мобы, на Украине и в России появился фаршинг (больше всего акций состоялось в Санкт-Петербурге), возникло движение монстрации (изначально в Новосибирске). Ежегодно проводятся флешмоб-фестивали — мобфесты.

## Терминология
Первоначально терминологии и классификации акций ещё не было вовсе, и процесс её формирования продолжается поныне. Изначально движение возникло в США, и от этого часто встречаются кальки с английских слов: «мобплейс», «афтерпати» и т. д.
Само слово «flash mob» вошло в русский язык почти без изменения фонетического звучания. Часто встречаются разные варианты его написания: «флеш моб», «флэш моб», «флеш-моб» и другие. Правильнее писать именно «флешмоб».

### Словарь
Также часто терминология различается в разных городах. Часто на сайтах разных флешмоб-движений можно встретить специализированные словари. В странах СНГ словари обычно имеют примерно такое содержание:
- Агенты — люди, раздающие листовки с инструкциями для участников акции.
- Акция, или просто моб, — действие, выступление, конкретное конечное воплощение сценария.
- Афтерпати (сокр. АП; англ. afterparty), иногда послемобье, презрительно опошление — встреча мобберов после акции. На ней знакомятся, обмениваются дисками с предыдущих мобов, смотрят, если есть уже видео с только что проведённого моба, обсуждают и выдумывают сценарии, и довольно часто мобберы на АП решают провести ещё один моб.
- Играть (мобить, мобиться) — исполнять сценарий. Например: «Мы уже играли этот сценарий в прошлом году».
- Камертон — часы, находящиеся в общественных или иных местах, по которым мобберы заранее синхронизируют собственные часы для точного прибытия на акцию. Как правило, такие часы есть на сайте, через который организовывался флешмоб.
- Классика — ФМ-акция, построенная на первичных основах идеологии движения: мгновенная толпа, абсурдность действий и т. п. Иногда слово применяется к сценариям, которые наверняка игрались в каждом городе с флешмоб-движением (например, «Пульты ДУ»).
- Кодовые фразы — фразы, используемые во время проведения некоторых акций для осуществления сценарного замысла этих акций. В зависимости от сценария, кодовые фразы могут использоваться для ответов на вопросы прохожих, для контактов между мобберами и маяком, а также для других целей.
- Маяк (кепка) — специальный человек, находящийся на месте проведения некоторых акций, для того чтобы подать мобберам условный сигнал о её начале. Характер сигнала заранее оговаривается при планировании акции.
- Медиа-группа (съёмщики) — официальные представители ФМ-ресурсов, занимающиеся съёмкой акций.
- Моббер (флешмоббер, ФМщик) — человек, который участвует в акциях. Варианты: моблик — моббер-новичок, мобстер — опытный моббер.
- Место Х, площадка, иногда мобплейс — место прохождения ФМ-акции.
- Парускерство (самоироническое от «(флешмоб) по-русски») — явление, которое заключается в нарушении правил: разговоры, смех и всё, что не было запланировано. Парускеры — мобберы, игнорирующие правила.
- Пингвин, реже зриббер — человек, который узнал о проведении акции и, вместо того чтобы участвовать в ней, стоит неподалёку и наблюдает происходящее.
- Струксы — мобберы-туристы, совершающие паломничества в иногородние моб-сообщества, с целью «на людей посмотреть — себя показать», хорошо и неординарно провести время в компании мобберов.
- Фаршер — участник фаршинг акции.
- Фомичи (кузьмичи) — прохожие, случайные свидетели акции.
- Эмачи (от слова эмо) — широко применяется в разных значениях. Изначально так называли людей, пришедших во флешмоб из всевозможных молодёжных субкультур или из групп вконтакте.ру и понятия не имеющие о правилах.
- GFM (англ. Global Flash Mob) — всемирная ФМ-акция, в ней участвует максимальное количество стран и городов.

## Механизм организации
Флешмоб, как правило, организовывается через интернет-сайты. В каждом городе действует по одному сайту, чтобы не было неразберихи. Некоторые акции устраиваются через социальные сети (такие акции, как правило, отличаются плохой подготовкой мобберов и нарушением правил флешмоба). В интернете мобберы разрабатывают, предлагают и обсуждают сценарии для акций. Сценарий, место и время акции назначается либо администрацией сайта, либо путём голосования.
Акции проводятся в многолюдных местах. Инструкции к акции могут быть опубликованы на сайте, либо инструкции выдаются до акции специальными агентами.
Чтобы не вызывать отрицательной реакции у случайных зрителей, такие акции проходят тихо и без шума, спокойно и вообще еле заметно. Чтобы не вызвать смех у случайных зрителей, участниками акции всё делается с серьёзным видом.
На акциях участниками делается вид, что всё спонтанно и вполне обыденно для них. А потому он не должен быть сложным и с какой-либо яркой атрибутикой.
Начинается акция одновременно всеми участниками. Для этого согласовывается время или назначается специальный человек (маяк), который должен подать всем сигнал для начала акции.
Такие акции длятся недолго (обычно до пяти минут), иначе случайные зрители начинают проявлять активность: приставать с вопросами, вызывать работников охраны и правопорядка, игнорировать и дальше заниматься своим делом, и тому подобное.
Участники, как правило, делают вид, что друг друга не знают, и расходятся одновременно (или по ситуации) в разные стороны. Одновременный уход из моба выдаёт спланированность акции, превращая её в профлеш.
На вопросы зрителей участники акций пытаются не отвечать или ответами не раскрывают истинный смысл происходящего. Ответы для прохожих могут быть заранее обсуждены при планировании акции.
После того, как все разошлись, иногда участники собираются на АП (афтепати, англ. afterparty), чтобы поделиться впечатлениями.
Акции, как правило, происходят по выходным дням. Детали правил могут варьироваться, что предварительно оговаривается в сценарии акции.
Открытый интерес СМИ к происходящему на акции может испортить эффект проведения акций. На многих сайтах флешмоба есть специальное обращение к СМИ с призывом воздержаться по мере возможности от освещения в средствах массовой информации всего, что касается движения флешмоб.
Организаторы флешмобов рекомендуют:
- Не повторять чужие и свои уже состоявшиеся акции.
- Не участвовать в поднятии рейтингов в любых голосованиях.
- Не делать ничего для какой-либо определённой группы людей или одного человека, все действия направлены на временное искажение смысла обыденного бытия случайных свидетелей действий мобберов.
- Никому не помогать, но никого и не карать.
- Не нарушать общественный порядок.
- Не оставлять после себя мусор.
- Не общаться вживую до, во время и после акций.
- Во время акции мобберы не должны создавать неудобства для простых обывателей, оказавшихся волей случая вблизи от места проведения акции.
- Не нарушать сценария акции и точно исполнять всё, что в нём указано.
- Не снимать свои акции открыто.

Чтобы избежать конфликтов с работниками органов охраны правопорядка, необходимо иметь при себе удостоверение личности.

## Виды акций
По мере существования явления флешмоба стали появляться такие сценарии, которые не соответствовали его правилам. Однако они игрались, и тогда стало ясно, что термин «флешмоб» уже не способен удовлетворить всех. Позднее само слово «флешмоб» стало нарицательным, и им начали называть любую акцию, в которой участвует некоторое количество человек.
Хотя все новые виды акций «вышли» из флешмоба, некоторые из них стали настолько отличаться от него идеологически и организационно, что их уже нельзя относить к разновидностям флешмоба в изначальном смысле этого слова и можно считать отдельными разновидностями воплощения технологии смартмоба. Единственное, что объединяет большинство акций, — это стремление сделать что-нибудь вместе. Все акции неожиданны для случайных зрителей. Объединяющим фактором для многих акций является самоорганизация через современные средства коммуникации, но не для всех: «флешмобами» могут именовать и мероприятия, организованные «сверху».
Поэтому флешмоб в первоначальном смысле слова теперь называют классический флешмоб.
В целом, можно выделить виды акций, которые отпочковались от классического флешмоба в процессе его естественного развития, но остались тесно связаны с ним идеологически, сохраняя прежде всего развлекательный и бескорыстный характер (неспектакльный моб, арт-моб и др.), и самостоятельные формы флешмоба или смартмоба, принципиально отличающиеся от классического флешмоба идеологически и/или организационно (i-mob, полит-моб, рекламный флешмоб). Спорным является вопрос, к какой группе из этих можно отнести развлекательные по своей сути акции, но организованные «сверху» и/или не предполагающие произведения эффекта неожиданности на окружающих.

### Классический флешмоб
Построен на первичных основах идеологии движения. Главная цель — удивить случайных зрителей, но так, чтобы у них не было отвращения или смеха от происходящего. Удержать границу между удивлением и смехом трудно, поэтому в чистом виде классический флешмоб — явление редкое.

### Виды акций, родственные классическому флешмобу

#### Неспектакльный моб
Неспектакльный моб (реальный флешмоб, нонспектакулярный моб, Х-моб) — это акции, в которых участники пытаются смоделировать тонкое, порой едва уловимое социо-коммуникативное пространство, в котором на первом месте стоит переживание самих участников. Он может быть незаметен для окружающих. Нет задачи произвести впечатление на внешнего зрителя. Действия участников настолько приближены к повседневности, что их образ начинает «мерцать». Становится непонятным, видны ли действия, выполняемые по сценарию, или это всего лишь действия обычного прохожего, случайно повторившего то, что написано в сценарии. Изменение повседневности повседневностью, рассчитанное на тактику дежавю и формирование у прохожих ощущения тихого помешательства. Этот моб порождает эффект изменения сознания, похожий на эффект психотропных веществ.
Варианты для примера:

- Споткнуться;
- Вспоминать, есть сотовый телефон в кармане или нет, затем доставать его и класть обратно;
- Пытаться прикурить зажигалкой, отворачиваясь от ветра;
- Внимательно читать чек около входа в магазин и что-то в уме считать, слегка шевеля губами и закатывая глаза;
- Тщетно пытаться завязать шнурки;
- Пытаться застегнуть или расстегнуть заевшую молнию на курточке, сумке или ширинке;
- Отряхивать испачканную одежду;
- Переписывать информацию с какой-нибудь рекламы;
- Играть на ходу в игры на мобильном;
- Наклеить объявление на столб;
- Встать и пить пиво;
- Предварительно взболтать пиво, а потом, вроде как не нарочно, им облиться при открывании и вытираться.

#### Арт-моб
К арт-мобам (или моб-артам) относятся акции, имеющие некую художественную ценность и, как следствие, сложность реализации, которая иногда требует отступления от некоторых правил флешмоба. Как правило, они выполняются небольшим количеством участников с использованием реквизита. Они более нацелены на зрелищность, эстетику. Моб-арт предполагает репетиции, у моб-арта есть команда, состоящая из режиссёров, сценаристов, людей, помогающих с организацией. Но он не перестаёт быть мобом, потому как все основные правила во время акции имеют силу.
14 сентября 2008 года жители Челябинска в жёлтых дождевиках выстроили 80-метровый смайл. Флешмоб «Челябинск улыбается миру» вошёл в Книгу рекордов России как самый массовый смайл, в акции приняло участие от 3 до 6 тысяч человек. Фиксировали смайл видеооператоры и фотокорреспонденты с вертолёта, а также спутник Google, который пролетал над городом во время акции.

#### Танцевальный флешмоб
Мобберы скрываются в толпе, иногда в костюмах. Один из них включает музыку, под которую заранее подготовили танец. Мобберы по нескольку человек выходят из толпы и начинают танцевать. После окончания танца мобберы снова уходят в толпу.
Самой известной и самой массовой танцевальной акцией на сегодняшний день стала акция «Thrill the World», прошедшая в 10 странах мира. В Москве акция была проведена на одной из площадей ВВЦ. Более трёхсот молодых людей, хорошо загримированных под оживших мертвецов, исполнили танец из клипа «Thriller» Майкла Джексона. Участники акции в течение месяца репетировали танец с инструкторами и по распространяемым в социальных сетях видеопособиям. Особенностью московской акции стало присутствие большого количества журналистов, зрителей и сотрудников милиции, предварительно оцепивших площадь.
Другая разновидность танцевального флешмоба — танцевальные прогулки по городу Dance Walking.
Танцевальные прогулки в городской среде придуманы журналистом Беном Аароном из Нью-Йорка, который подсмотрел их у неизвестного мастера на улицах «большого яблока». В 2014 году назад они стартовали в Москве и распространились с переменным успехом по городам и весям бывшего СССР с подачи Александра Гиршона, танцевально-двигательного терапевта, преподавателя импровизации, перформера, хореографа, и его студентов. Регулярно проходят в Санкт-Петербурге, Харькове, Ижевске, Екатеринбурге и ещё в десятках городов с разной периодичностью. В мире эта идея тоже вызвала отклик, хотя, похоже, нет такой регулярной активности.
Сама идея максимально проста — участники гуляют и танцуют. В наушниках, под один плейлист по разным местам. Снаружи ничего не слышно, поэтому просто есть группа людей, странно двигающихся. Изнутри — простое удовольствие от движения в открытом пространстве в своём «танцевальном племени».
Люди собираются, составляют плейлисты из заявок, обсуждают разные варианты прогулок, синхронизируются по времени с разными городами... В общем, это небольшая распределённая жизнь простой идеи, что простая прогулка по городу может стать танцевальным праздником.

#### Экстрим-моб
Акции с ярко выраженной экстремальной направленностью. Могут нарушаться какие-то моральные устои (или даже действия, квалифицирующиеся как мелкое хулиганство), или даже как-то провоцировать случайных прохожих. Такие акции не соответствуют правилам флешмоба.
Например, Бой подушками.
L-моб (от англ. long mob — долгий моб) — заранее оговорённые действия, которые каждый моббер может совершать практически в любое удобное для него время и в удобном месте.
Например, сценарий «Мелки»:
Все берут мелки и обрисовывают, как трупы, на земле всё, что угодно: бутылки, лавочки, люки, скамейки, прохожих, спящих бомжей, фонарные столбы, тень, машины, окурки и т. д. Всё это делается в течение недели. В итоге, однажды выйдя утром на работу, люди увидят весь город обрисованным. Это обязательно вызовет интерес и мысли о помешательстве…

#### Фан-моб
Фан-моб (от англ. fun mob — весёлый моб; иногда называют «цирком») — флешмоб, являющийся по сценарию или ставший во время проведения массовым приколом. Характеризуется несоблюдением правил, отсутствием у мобберов особого ощущения моба. Часто им становятся спонтанные флешмоб-акции, провести которые мобберы решили на встрече (АП) после основной акции.

Через проспект едет живой «паровозик». Мобберы подцепляются начиная с назначенного времени по ходу движения, а в конце проспекта расцепляются и расходятся.

Фан-мобы не соответствуют основным принципам флешмоба.
Пример яркого фан-моба «Майкл Джексон флэшмоб» (англ. Michael Jackson flash mob) — флэшмобы памяти Майкла Джексона, возникли после его смерти. Флэшмобы памяти Джексона своими масштабами и периодичностью проводимости вышли за рамки обычных фан-мобов и начали совсем новое, уникальное движение. Флэшмобы памяти Джексона отличаются от обычных флэшмобов, они не соответствуют правилам классического моба, так же, как и фан-моб участники данного моба, одеты в атрибутику и одежду Джексона, тем самым копируя его стиль. Вся хореография и движения копируются движениям Майкла Джексона. Музыка данного флэшмоба обязательно должна быть подобрана из репертуара Майкла. В основном хореография данного моба взята из оригинальной хореографии Джексона, но иногда облегчается или просто изменяется, так как она очень сложна для повторения её непрофессионалами. К примеру, один из первых флешмобов в Одессе прошёл на главной улице города, 28 июня 2009 года, улице Дерибасовской.
8 июля этого же года — в Стокгольме, сначала на площади Сергеля, а через несколько часов на проезжей части возле отеля Stureplan — 300 танцоров исполнили постановку под хиты Майкла (причём хореография была разучена за 1,5 часа до выступления).
Стокгольмский флешмоб, организованный Bounce Streetdance Company, подхватили фаны из Амстердама. И 19 июля — 1000 амстердамских поклонников человека-легенды прошлись по самым крупным площадям этого города с джексоновским «Thriller». 27 июля в 12 часов дня, детский коллектив «открыл» монреальский флешмоб. Также в списке городов, поддержавших идею шведских энтузиастов, значатся: Нью-Йорк, Торонто, Чикаго, Тайчжун, Париж, Хьюстон, Лондон, Хельсингборг, Тюбинген, Сан-Франциско, Гонконг, Голливуд — и это не полный список. Мировое танцевальное сообщество решило выразить свою благодарность великому человеку — Майклу Джексону — за его творчество, внёсшее неизмеримый вклад и в эту сферу искусства. По всему миру набирает обороты дэнс-движение, посвящённое памяти артиста. Видеоролики мобов начали набирать популярности на известных интернет-порталов, в частности YouTube, Твиттер, Вконтакте и т. д.
В Мехико в танце под композицию «Thriller» приняли участие 12.937 человек. Как освещалось в прессе — это была попытка организовать самый массовый танец Майкла Джексона. Однако представители Книги рекордов Гиннеса пока не могут зафиксировать это достижение: для этого нужно доказать, что все участники шоу исполнили танец от начала до конца.

#### Фаршинг
Фаршинг, или фарш, — это неформальное направление интеллектуального и психологического экстрима. Целью фаршинга является публичное действие, участники которого должны на время забыть о своих комплексах и тех социальных, моральных и этических рамках, которыми они привыкли сковывать себя в повседневной жизни. Фаршинг — это не перфоманс и не флешмоб. Он предназначен не для зрителей, а для участников, основная задача которых — победить себя, какой-то свой предел, сделать что-либо, что в обычной жизни сделать побоялись бы. Сделать то, о чём стыдно будет вспоминать. Каждая акция и действие каждого участника — это новая грань, которую он переступает во время акции. Нужно разломать в себе все шаблоны и добиться полного раскрепощения.
Фаршингом он называется потому, что во время таких акций каждый участник делает что-то своё, в результате получается некий «фарш».
Люди, занимающиеся фаршингом, называются «фаршеры». Как правило, время и место акций не публикуются на сайте, а о предстоящих акциях фаршеры оповещаются по подписке.
Примеры действий на фарше:

- фаршер танцует балет в женских колготках,
- фаршер в семейных трусах, шлеме и лыжах пересекает зону фарша,
- фаршер бреет ноги,
- фаршер разбивает помидоры лопатой,
- фаршер в форме спасателя делает искусственное дыхание куриному окороку,
- фаршер разбивает молотком свой телефон,
- фаршер выливает в канализацию ящик пива,
- фаршер катается по зоне фарша с завязанными руками и кляпом во рту,
- фаршер, одетый в пиджак и женские чулки, надувает курицу насосом,
- фаршер гребёт «кролем» по асфальту в плавательной шапочке,
- фаршер танцует нижний брейк в форме хоккейного вратаря,
- фаршер обливается кетчупом.

#### Другие
Date-моб (от англ. date — свидание) — ФМ-акция, направленная на знакомства мобберов особым, необычным путём. Проводится из расчёта — одна акция на одну пару. Участники не должны быть знакомы друг с другом до акции и не должны знать предварительно, кто будет на ней.
Например, сценарий «Blind»:
Парню на указанном заранее месте завязывают плотно глаза платком и говорят ждать. Девушку подводят через несколько минут. Её задача провести парня из точки А в точку Б. Прогулка занимает не больше часа. Во время прогулки она должна держать его за руку и описывать всё, происходящее вокруг, — от модели проезжающей рядом машины до цвета листьев на дереве. Каждый из них может при желании не называть своего имени. Дойдя до пункта Б, девушка оставляет парня и уходит, а парню спустя минуту снимают повязку.
Моб-хаус (от англ. mob house — моб-дом) — это акция, рассчитанная на несколько часов, когда мобберы не выполняют какой-то сценарий, а живут по определённым правилам жизни, отличающейся от обычной жизни. Это моделирование социо-коммуникативного пространства, понятного только участникам акции и вызывающего недоумение у случайных свидетелей.
Например, в Киеве был сыгран моб-хаус «Свадьба», где участники сымитировали свадьбу: выбрали, кто будет играть мужа и жену, боярина и дружку, были в ЗАГСе, ездили по городу в свадебной машине и в конце невеста сбежала. Всё это сопровождалось множеством шуток.
Моб-игра — эти акции предполагают определённое взаимодействие участников, допустимы контакты между ними, заранее оговорённые на сайте. Конец может быть непредсказуем. Например, «Повелевай и подчиняйся»:
участники парами играют в «гляделки»; тот, кто засмеялся или отвёл взгляд, проигрывает. Он должен следовать за победителем и повторять все его движения. Победитель ищет нового соперника. Если он победит ещё раз, то вся колонна за проигравшим человеком тоже переходит к победителю.

### Самостоятельные формы флешмоба или смартмоба

#### i-mob
Общее название для всех видов акций, проводимых в Интернете (форумы, icq, e-mail, чаты и т. п.). Прототипом явления послужило массовое интернет-движение в поддержку участницы отборочного конкурса «Мисс Вселенная» Алёны Пискловой в марте—апреле 2004 года. Очень часто интернет-флешмобы возникают спонтанно, без предварительного планирования. Чаще всего представляют собой комментарии к опросам со смешными вариантами ответа.
Благодаря интернет-флешмобу «Уроки албанского» популяризовалось понятие «албанский язык».
Также широко известен интернет-моб «Регулярно!», произошедший на русском сайте новостной телекомпании Би-би-си. На этом сайте была опубликована статья «Одеколоны убивают россиян», в которой говорилось о том, что большинство российских алкоголиков, скончавшихся в трудовом возрасте, пили алкоголь, не предназначенный для употребления внутрь, и излагались выводы исследований по этому поводу. К статье был опрос: «Вы пьёте одеколон, антифриз или моющие средства?» — с вариантами ответов:
- Регулярно
- Крайне редко
- Никогда
- Я вообще не пью

Большинство читателей этот вопрос насмешил и даже оскорбил. В итоге, около 90 % голосов были отданы за вариант «Регулярно». Из-за того, что счётчик не был рассчитан на такое количество голосов, он несколько раз в сутки сбрасывался. На эту тему было создано много карикатур и даже комиксов. В некоторых городах даже был сыгран реальный флешмоб «Одеколон», когда мобберы при большом скоплении людей делали вид, что дегустируют одеколоны, шампуни, жидкости для мытья стёкол. На самом деле в бутылочках были питьевые жидкости: напитки («Тархун», «Лимонад»), вместо шампуней был йогурт и т. п.
В то же время часто интернет-мобы делают сами владельцы сайтов для поднятия посещаемости своих ресурсов. В среде веб-дизайнеров даже появилось слово «расфлешмобить» для такого способа привлечения посетителей.

#### Политмоб, социомоб
Это акции с социальным или политическим оттенком. Они являются более простым, оперативным и безопасным способом выражения общественного мнения или привлечения внимания к тем или иным проблемам, чем митинги и демонстрации.
Например, после выборов в Белоруссии в 2006 году прошёл ряд таких акций. Несколько человек, собравшись в центре Минска, раскрыли газету «Советская Белоруссия» и начали рвать её на мелкие кусочки. В другой подобной акции около 30 минчан демонстративно завязали глаза и отвернулись от установленного на площади экрана, по которому транслировалось выступление прокурора Белоруссии. На пике популярности в апреле 2006 года «политические флешмобы» в Минске собирали до 100—120 человек. С целью пресечения подобного рода акций власти придерживались тактики задержания от 10 до 20 человек, что в течение 2 недель уменьшило число участников флешмобов до 15—20 человек. Пример политмоба, прошедшего в Томске:
Все желающие в 12:00 часов 28 июня подходят к зданию Думы г. Томска и кидают в него мелочь в знак протеста на повышение платы за проезд в маршрутках. Тем самым, горожане смогут подать деньги народным депутатам, для того чтобы они их собрали в свои ненасытные карманы и перестали обирать своих малоимущих горожан в будущем.
20 марта 2010 года вместо запрещённого властями митинга флэшмоб прошёл в Калининграде.
7 октября 2011 года российские пользователи «Твиттера» отметили 59-ю годовщину президента Путина массовым поэтическим флешмобом. Двустишия, написанные в ходе флешмоба, были далеко не приветственными и не поздравительными, но более-менее держались в рамках корректности (то есть не нарушали российских законов).
Также получили известность флешмобы против гомофобии и за права человека в отношении геев и лесбиянок — радужный флешмоб и флешмоб «Kiss in».

#### Рекламный флешмоб
Часто для привлечения внимания к тем или иным торговым маркам, но не делая рекламу в чистом виде, организуют флешмобы. Мгновенные толпы, приуроченные к выходу художественных фильмов определённого продукта или продвигающие торговые марки, стали частым явлением в крупных городах. Так в кинотеатрах перед выходом третьей части фильма «Люди в чёрном» прошли флешмобы с участием одетых в чёрные костюмы людей. Излюбленным местом для проведения флешмобов стала площадка перед спорткомплексом «Олимпийский». Например, компания GetTaxi организовала флешмоб для привлечения внимания к себе в Москве.

## Сценарии акций
Идеальный сценарий должен быть абсурдным, загадочным, не очень заметным и ни в коем случае не вызывающим смеха. Мобберы не должны нарушать законы и моральные устои. Действия должны казаться случайным зрителям бессмысленными, однако совершаться так, как будто в этом есть смысл. В итоге случайные зрители, так называемые фомичи, воспринимают происходящее серьёзно, как будто в разыгрываемой ситуации есть какой-то смысл, который они пытаются отыскать. У них возникает чувство интереса, тревоги, непонимания или даже ощущение собственного помешательства. Сценарий не должен перейти грань, за которой он уже становится смешным, но это получается крайне редко.

### Примеры сценариев
«Замирание»
В определённый момент в определённом месте мобберы резко замирают, как будто остановилось время. В замершем состоянии они стоят три минуты, после чего делается передышка на несколько секунд и снова на три минуты замирают. После этого все одновременно расходятся в разные стороны.

«Батарейка»

В определённое время в определённом месте города проходит «маяк». Внезапно его движения становятся более медленными, как у робота, у которого «села батарейка», его силы угасают, и он падает, делая вид, что засыпает (или становится «на подзарядку»). Это служит сигналом, по которому остальные мобберы повторяют за ним имитацию потери жизненных сил, в конце концов впадая «в спячку» ровно на две минуты, считая секунды про себя. По завершении двух минут следует классический финал — мобберы расходятся в разные стороны, как ни в чём не бывало.
Проявив творческий подход к данному сценарию, можно «отключаться» медленно, быстро или на ходу, можно просто встать, склонив голову. Играют так, как будто внутри медленно «садится батарейка». Можно упасть полностью на асфальт, можно сесть на колено, можно «уснуть» стоя. Главное — удивить окружающих.
Ну и логично, что если «села батарейка», то глаза закрыты.

«Взгляд в небо»

Собирается народ, в определённое время достаются из карманов/сумок/портфелей бинокли/подзорные трубы/свёрнутые газеты и взгляды устремляются на небо. По прошествии минут 5—10 всё сворачивается и народ расходится по своим делам, оставляя прохожих, в недоумении пытающихся найти нечто необычное на небе.

## Критика
Флешмоб часто подвергается критике. Когда прокатились первые флешмобы, то многие политики не поняли его сути и придали ему политический оттенок, хотя идеология флешмоба гласит, что «Флешмоб вне политики и экономики». Бывали высказывания, что это «западное дуровство», хотя именно в странах СНГ особо развилась идеологическая составляющая флешмоба.
Большинство критиков считает его бессмысленным занятием. Хотя многие психологи благосклонно относятся к явлению флешмоба, поскольку оно (в определённой степени) благотворно влияет на психологическое состояние участников, помогает участникам лишиться скованности, боязни общественного мнения, вырабатывает умение самоорганизации, даёт возможность знакомиться с единомышленниками и приносит в жизнь разнообразие.

#### Флешмоб как тактика организованных преступлений
Другие критики отмечают, что флешмоб порождает чувство вседозволенности, которое может провоцировать его участников на групповое хулиганство. Также критика коснулась самого принципа организации, которая может использоваться заинтересованными людьми в корыстных целях. В частности, некритичное отношение участников флешмоба к акции может незаметно для большинства из них выливаться в делинквентное поведение, приобретать формы буллинга(задирания, травли), или же стремление к фаршингу может начать выражаться через хейзинг, что может повлечь за собой причинение психологического ущерба отдельным людям.
Наравне с невольным вовлечением в совершение преступлений, участники флешмоба могут заведомо знать о преступном характере запланированной акции, подобную разновидность флешмобов принято называть флеш-робингом.

#### Флеш-роб
Флэш-роб (от англ. flash rob — ограбление-вспышка, так же употребляется, как «multiple offender crime» — «преступления с вовлечением множества правонарушителей») — заранее спланированная массовая акция с целью совершения преступных действий, таких, как грабежи, разбои, массовые погромы супермаркетов, а также избиение и травля прохожих, организованная молодёжью с использованием социальных сетей и мессенджеров, феномен приобрёл международную известность, начиная с 2011 года. Национальная федерация розничной торговли (США) классифицирует подобные акции, как «преступление со множеством правонарушителей», в которых используется «тактика флеш-моб».
Марк Лири, профессор психологии и неврологии в университете Дъюка, сказал, что большинство эпизодов «флэшмоб бандитизма» включают в себя преступления с использованием насилия, нетипичного для обыденной жизни многих из тех лиц, кто совершил подобные деяния во время флешмоба, вероятно, что в качестве провоцирующего фактора для тех выступала внезапно возникшая организованная группа, нацеленная на совершение преступной деятельности: «Основным фактором, мобилизующим людей через социальные сети на совершения преступлений, вступает чувство вседозволенности, ощущение отдельных участников, что их действия окажутся безнаказанными, так как им кажется, что их не смогут идентифицировать».
Доктор Линда Килз проводит параллели между «флешмоб бандитизмом» и движением «окупай»: «По мере увеличения распространённости социальных сетей вероятность использования флешмобов в политических и криминальных целях будет возрастать».

#### Законодательное ограничение и запрет
В городе Брауншвейг, в Германии, смогли остановить проведение флэшмобов путём предписания строгого соблюдения уже существующего закона требующего разрешения на использование любого публичного пространства для проведения групповых акций. В Соединённом Королевстве проведение ряда флешмобов было запрещено в связи с той угрозой, которые те несли для здоровья и безопасности общества. В частности, британская транспортная полиция обязала организаторов флэшмоба «воздержаться от проведения подобных мероприятий (беззвучные дискотеки) на железнодорожных вокзалах».

## Другое значение термина «мгновенная толпа»
Термин «мгновенная толпа» (англ. flash crowd) является альтернативным наименованием для слэшдот-эффекта, по одноимённому рассказу фантаста Ларри Нивена, в котором тот описывает, как мгновенная телепортация позволяла огромным количествам людей появляться почти мгновенно в любом месте мира, где происходит действие, достойное внимания. Толпа на месте действия появлялась сразу после того, как информация о событии была опубликована в СМИ.

## Флешмоб в произведениях искусства
- Флешмоб дважды появляется в фильме «Секс по дружбе»: в начале сюжета главные герои, парень и девушка, оказываются на улице в центре танцевального флешмоба, а в конце парень сам организует флешмоб, чтобы на его фоне помириться с девушкой.
- Танцевальные флешмобы в фильме «Шаг вперёд 4» проводились главными героями сначала с целью победы в конкурсе на YouTube, затем это преобразовалось в протест против уничтожения района Майами.
- В криминальной комедии «Ливерпуль», чтобы спасти взятую в заложники дочь миллионера, герой — интернет-рекламщик — организует в порту сразу десяток флешмобов различной тематики, в результате чего тот оказывается в центре внимания прессы.